# E42 (trasa europejska)
E42 – trasa europejska łącząca Dunkierkę we Francji z Wittlich w Niemczech. Trasa ma 680 kilometrów.

## Przebieg trasy

### Francja
Zachodni początek drogi znajduje się w okolicach Dunkierki we Francji i przebiega drogą N 225, a następnie autostradami A25 i A27 do Lille oraz do granicy francusko-belgijskiej.

### Belgia
Na terenie Belgii droga przebiega przez 6 różnych autostrad we wschodniej prowincji - Walonii i łączy główne miasta: Mons, Charleroi, Namur oraz Liège.
Ostatni fragment drogi w Belgii to autostrada A27 w pełni zmodernizowana do tego standardu pod koniec XX w. Wcześniej, w wyniku bliskości z torem Formuły 1 w Spa dochodziło do regularnych zakłóceń w ruchu.

### Niemcy
W Niemczech E 42 pokrywa się z Autostradą A60, jednak aktualnie droga nie jest w pełni ukończona. Prace zostały zaniechane pod koniec lat 90. Nie zostały zbudowane bezkolizyjne wiadukty, a sama jezdnia jest jedynie dwupasowa (po jednym pasie w każdym kierunku jazdy).

## Stary system numeracji
Do 1985 obowiązywał poprzedni system numeracji, według którego oznaczenie E42 dotyczyło trasy Saarbrücken – Luksemburg – Echternach (– Kolonia).

### Drogi w ciągu dawnej E42
Lista dróg opracowana na podstawie materiału źródłowego
| Niemcy Zachodnie | - autostrada A8: Saarbrücken – Völklingen - droga nr 51: Völklingen – Saarlouis - droga nr 406: Saarlouis – Borg – granica z Luksemburgiem                                      |
| Luksemburg       | - droga nr 2: granica z RFN – Luksemburg - droga E42: Luksemburg – Rippig – Echternach – granica z RFN                                                                          |
| Niemcy Zachodnie | - droga nr 257: granica z Luksemburgiem – Bitburg - droga nr 51: Bitburg – Prüm – Stadtkyll – Blankenheim – Euskirchen - autostrada A1: Euskirchen – Weilerswist – Brühl – Köln |